# 美因贝恩海姆
美因贝恩海姆是德国巴伐利亚州的一个市镇。总面积12.21平方公里，总人口2255人，其中男性1114人，女性1141人（2011年12月31日），人口密度185人/平方公里。